# Đánh chìm Prince of Wales và Repulse
Việc đánh chìm Prince of Wales và Repulse là một cuộc hải chiến vào giai đoạn mở đầu của Chiến tranh Thái Bình Dương, đã minh họa cho hiệu quả của không kích chống lại các lực lượng hải quân không được che chở trên không đầy đủ, và đưa đến kết luận về tầm quan trọng phải có một tàu sân bay trong mọi hoạt động hạm đội quan trọng.
Hoạt động này diễn ra ở phía Đông Mã Lai, gần Kuantan, Pahang nơi thiết giáp hạm HMS Prince of Wales và tàu chiến-tuần dương HMS Repulse của Hải quân Hoàng gia Anh Quốc bị máy bay ném bom và máy bay ném ngư lôi của Hải quân Đế quốc Nhật Bản đặt căn cứ trên đất liền tấn công vào ngày 10 tháng 12 năm 1941. Trong tiếng Nhật, hoạt động này được gọi là Hải chiến ngoài khơi Mã Lai (マレー沖海戦, Mare-oki kaisen).
Mục tiêu của Lực lượng Z, vốn bao gồm một thiết giáp hạm, một tàu chiến-tuần dương và bốn tàu khu trục, là đánh chặn hạm đội đổ bộ của quân Nhật ở phía Bắc Mã Lai. Tuy nhiên, hạm đội đã không có bất kỳ sự bảo vệ trên không nào, vốn đã bị Đô đốc Sir Tom Phillips từ chối. Mặc dù lực lượng Anh đã tiếp cận một ít tàu chiến đối phương, họ đã không thể tìm ra và tiêu diệt đoàn tàu vận tải chủ lực. Chúng bị không kích nặng nề và bị đánh chìm bởi máy bay ném bom hạng trung hoạt động tầm xa trong khi đang tìm cách quay trở về Singapore.
Việc đánh chìm hai con tàu này đã làm yếu đi đáng kể lực lượng của Hạm đội Viễn Đông tại Singapore. Hậu quả là, hạm đội tấn công Nhật Bản chỉ bị đối đầu bởi tàu ngầm cho đến trận chiến ngoài khơi Endau vào ngày 27 tháng 1 năm 1942.

## Bối cảnh
Cả hai chiếc tàu chiến được gửi đến Singapore vào tháng 12 năm 1941 để hoạt động như một lực lượng răn đe cho cuộc xâm lược của Nhật Bản, vốn đã từng thể hiện trong việc xâm chiếm Đông Dương. Thứ trưởng Thứ nhất Hải quân Anh Quốc, Sir Dudley Pound nhận thấy Singapore không được bảo vệ đầy đủ, trừ khi Hải quân Hoàng gia gửi đến đây một phần lớn những tàu chiến chủ lực của nó nhằm đạt được sự cân bằng với lực lượng được ước tính lên đến chín thiết giáp hạm của Nhật. Đó là điều không thể chấp nhận được khi Anh Quốc đang trong tình trạng chiến tranh với Đức Quốc Xã và Phát xít Ý. Tuy nhiên, Thủ tướng Winston Churchill tỏ ra lạc quan về tình hình được cải thiện tại các khu vực Bắc Đại Tây Dương và Địa Trung Hải, và quyết định dành ra ba tàu chiến (bao gồm một tàu sân bay) đến tăng cường sự phòng thủ tại đây, được xem là một sự thỏa hiệp quan trọng hy sinh nhu cầu của Anh Quốc để bảo vệ các lãnh thổ thuộc địa tại Malaya, Borneo và Thuộc địa vùng Eo biển. Thái độ "phớt lờ đáng kể" và "một niềm tin bị cường điệu về sức mạnh của thiết giáp hạm" của Churchill, cùng với "một xu hướng thích can thiệp vào các vấn đề hải quân", ông vốn từng giữ chức vụ Bộ trưởng Hải quân Anh Quốc trong giai đoạn Chiến tranh Thế giới thứ nhất, đã dẫn đến việc ông đề nghị một hải đội ba tàu chiến lớn: một thiết giáp hạm có thể là King George V hay Prince of Wales và một tàu sân bay như là Formidable sẽ hợp cùng với Repulse, vốn đang trên đường đi sang Ấn Độ Dương. Niềm tin của ông là số lượng nhỏ tàu chiến này có thể có vai trò như một "hạm đội hiện hữu" để răn đe những hành động của Nhật Bản, giống như ảnh hưởng của chiếc thiết giáp hạm Đức Tirpitz tại Bắc Hải. Tuy nhiên, không có một kế hoạch chắc chắn cho một nhiệm vụ như vậy. Đề nghị ban đầu của người Anh dự kiến bao gồm chiếc tàu sân bay mới HMS Indomitable thuộc lớp Illustrious để bảo vệ trên không, cho dù kế hoạch phải sửa đổi lại khi chiếc Indomitable bị hư hại trong khi thử máy và huấn luyện tại vùng biển Caribbe.
Trong khi Churchill được cho là đã có một hành động không hiệu quả và tốn kém, việc gửi các tàu chiến chủ lực đến Singapore ngay từ đầu đã là một phần trong kế hoạch chiến lược của Bộ Hải quân Anh kể từ khi thành lập căn cứ hải quân tại đây. Quy mô của sự bố trí này đã bị cắt giảm mạnh trong những năm 1930, khi Đức và Ý thể hiện những mối đe dọa mới cho quyền lợi của Anh tại Đại Tây Dương và Địa Trung Hải. Dù sao, người ta vẫn tiên đoán là một lực lượng tàu chiến chủ lực đáng kể vẫn răn đe được sự xâm lược của Nhật Bản. Cũng cần phải lưu ý về giả định sai lầm của Churchill là Hoa Kỳ sẽ đồng ý gửi Hạm đội Thái Bình Dương, bao gồm tám thiết giáp hạm, đến Singapore trong trường hợp chiến sự nổ ra với Nhật, hoặc là sự đóng góp của phía Anh sẽ bổ sung thêm giá trị răn đe của Hạm đội Mỹ nếu như chúng vẫn ở lại Trân Châu Cảng. Chính phủ của Australia và New Zealand, vốn đã gửi phần lớn quân đội của họ tham gia Chiến dịch Bắc Phi, cũng nhấn mạnh về tầm quan trọng của Singapore trong việc răn đe sự xâm lấn của Nhật. Sự đóng góp của Australia và cuộc chiến tại châu Âu đã dao động trong những năm 1939 và 1940, và đã bị thử thách nghiêm trọng sau khi Nhật Bản tấn công Trân Châu Cảng, Hong Kong, Darwin và đường mòn Kokoda; cho nên những nỗ lực của Churchill, có thể ngu xuẩn ở khía cạnh quân sự, lại là một phán đoán chiến lược chính trị đúng đắn.

### Sự bố trí

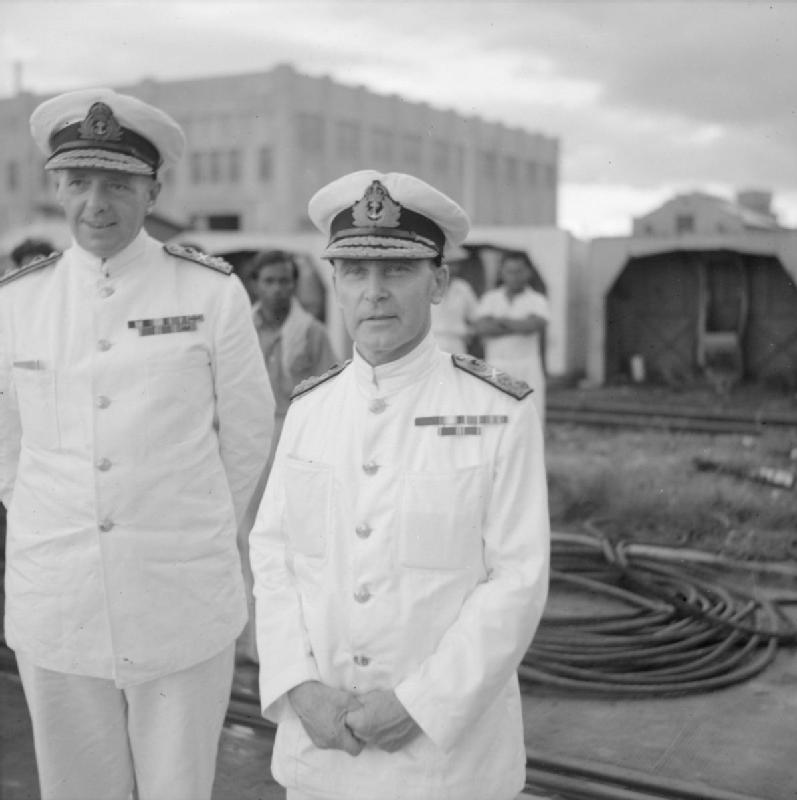
Đô đốc Sir Tom Phillips (phải), Tư lệnh Lực lượng Z, cùng cấp phó của ông, Chuẩn Đô đốc Arthur Palliser, trên bến tàu tại Căn cứ Hải quân Singapore, ngày 2 tháng 12 năm 1941.

Hải đội được đặt tên là Lực lượng G bao gồm chiếc thiết giáp hạm hiện đại Prince of Wales, chiếc tàu chiến-tuần dương thời Chiến tranh Thế giới thứ nhất Repulse cùng bốn tàu khu trục HMS Electra, HMS Express, HMS Encounter và HMS Jupiter đã đi đến Singapore vào ngày 2 tháng 12 năm 1941; chúng sau đó được đổi tên thành Lực lượng Z. Lẽ ra, chiếc tàu sân bay mới HMS Indomitable cũng được phối thuộc cho Lực lượng G, nhưng trong khi chạy thử máy và huấn luyện ngoài khơi Jamaica, nó đã bị mắc cạn ở lối ra vào của cảng Kingston, Jamaica vào ngày 3 tháng 11 năm 1941. Indomitable đã phải mất 12 ngày để sửa chữa trong ụ nổi tại Norfolk, Virginia và đã không thể tham gia chiến dịch này. Hơn nữa, Indomitable chỉ mang theo một phi đội cho mỗi loại máy bay Fairey Fulmar và Hawker Sea Hurricane vốn kém hơn những chiếc A6M Zero của Nhật Bản. Các đội bay, vốn được tin là có khả năng đối đầu không chiến với những chiếc Zero, cũng kém hơn trong việc huấn luyện và ít kinh nghiệm hơn so với đối thủ Nhật Bản; nên nhiều khả năng là Indomitable sẽ "được cộng thêm vào danh sách những nạn nhân" nếu như nó tham gia vào trận chiến này. Một tàu sân bay khác, HMS Hermes, vốn đã ở cùng với Prince of Wales tại Cape Town, đang trên đường đi đến Singapore để gia nhập Lực lượng Z, nhưng nó không được bố trí vì tốc độ quá chậm.
Ngày 1 tháng 12, người ta công bố Sir Tom Phillips được thăng hàm Đô đốc, và được chỉ định làm Tổng Tư lệnh Hạm đội Viễn Đông. Vài ngày sau đó, Repulse bắt đầu một chuyến đi sang Australia cùng với HMS Vampire và HMS Tenedos, nhưng lực lượng này được gọi quay trở lại Singapore để tập trung cho những chiến dịch có thể có chống lại quân Nhật.
Cùng hiện diện tại Singapore vào lúc đó có các tàu tuần dương hạng nhẹ HMS Durban, HMS Danae, HMS Dragon và HMS Mauritius cùng các tàu khu trục HMS Stronghold, Encounter và Jupiter. Chiếc tàu tuần dương hạng nặng HMS Exeter, tàu tuần dương hạng nhẹ Hà Lan HNLMS Java, hai tàu khu trục Anh HMS Scout và HMS Thanet cùng bốn tàu khu trục Mỹ USS Whipple, USS John D. Edwards, USS Edsall và USS Alden sẽ có mặt tại đây trong vòng ba ngày tới.
Cho dù đang sẵn có Durban và Stronghold, Đô đốc Philips quyết định để chúng lại Singapore vì chúng không đủ nhanh để theo kịp các đơn vị khác. Ngoài ra, Danae, Dragon, Mauritius, Encounter và Jupiter cũng có mặt tại Singapore, nhưng đang được sửa chữa và không sẵn sàng để ra khơi.

### Sự chuẩn bị của Nhật Bản
Churchill công khai với báo chí việc Prince Of Wales và Repulse được gửi đến Singapore như là một lực lượng răn đe đối với Nhật Bản. Để đối phó, Đô đốc Isoroku Yamamoto đã cho gửi 36 máy bay ném bom Mitsubishi G4M đến tăng cường cho Liên đội Không quân Kanoya và Liên đội Không quân Genzan vốn đã được trang bị kiểu máy bay Mitsubishi G3M, nơi các phi công bắt đầu huấn luyện sôi nổi để tấn công hai chiếc tàu chiến chủ lực. Liên đội Không quân Genzan được chỉ huy bởi Thiếu tá Hải quân Niichi Nakanishi, Liên đội Kanoya bởi Thiếu tá Shichizo Miyauchi và Liên đội Mihoro bởi Trung úy Hachiro Shoji.

## Chiến sự nổ ra

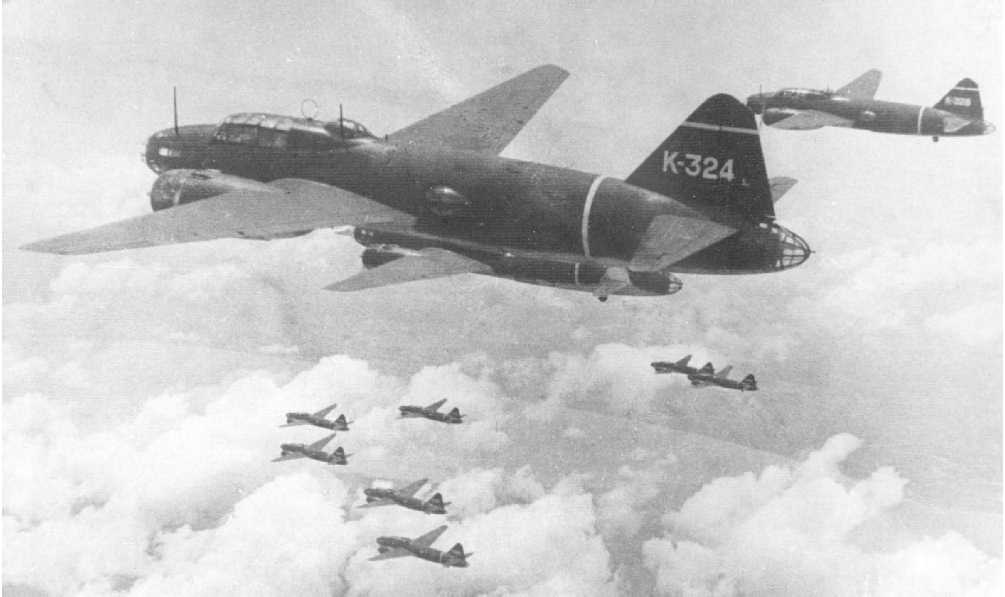
Những máy bay ném bom Mitsubishi G4M Betty của Liên đội Không quân Kanoya

Sáng sớm ngày 8 tháng 12 năm 1941 (giờ địa phương), những máy bay ném bom của Liên đội Mihoro đã ném bom tấn công Singapore. Prince Of Wales và Repulse đã bắn trả bằng hỏa lực phòng không, nhưng không có máy bay nào bị bắn rơi và các con tàu cũng không bị hư hại. Nhật Bản cũng thực hiện việc đổ bộ xuống Kota Bharu thuộc Malaya vào ngày 8 tháng 12 (giờ địa phương), và các đơn vị Anh trên bộ đang chịu áp lực nặng.
Vào khoảng thời gian đó, tin tức cũng đến thông báo việc Trân Châu Cảng bị tấn công và tám thiết giáp hạm Mỹ đã bị đánh chìm hay loại khỏi vòng chiến. Kế hoạch trước chiến tranh đã dự báo một cách sai lầm là Hạm đội Thái Bình Dương Hoa Kỳ sẽ di chuyển đến Singapore tăng cường cho lực lượng Anh trong trường hợp chiến tranh nổ ra; điều mà giờ đây không thể nào thực hiện. Philips từng đi đến kết luận trong một cuộc thảo luận trước đó với Đại tướng Douglas MacArthur và Đô đốc Thomas C. Hart rằng hai chiếc tàu chủ lực của ông không đủ mạnh để đối đầu với quân Nhật. Tuy nhiên, với việc quân Nhật đe dọa tiến chiếm Malaya, Philips bị ép buộc phải sử dụng những con tàu của ông trong vai trò tấn công, và ông cho tập hợp hải đội của mình để đánh chặn và tiêu diệt các đoàn tàu vận tải đổ bộ Nhật Bản trong Biển Đông.

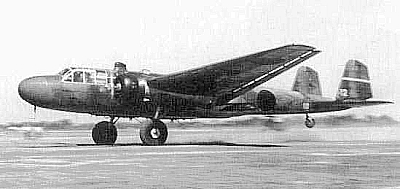
Máy bay ném bom Mitsubishi G3M Nell

Đô đốc Philips hiểu rõ các đơn vị Không quân Hoàng gia Anh tại chỗ không thể đảm bảo được sự che chở trên không thích đáng cho những con tàu của ông, vì họ chỉ được trang bị một số lượng giới hạn máy bay tiêm kích cũ kỹ; mặc dù vẫn có một phi đội, Phi đội 453 Không quân Hoàng gia Australia, được trang bị những chiếc Brewster Buffalo đang sẵn có tại Sembawang, có thể dùng vào việc che chở trên không; tuy nhiên, giá trị thực sự của chúng cũng đáng ngờ do sự thể hiện kém của kiểu máy bay này, và các sân bay của chúng đang bị đe dọa bởi những cuộc tấn công trên bộ của Nhật. Dù sao chăng nữa Philips đã chọn để tiến lên vì ông nghĩ rằng lực lượng Nhật Bản không thể hoạt động cách xa căn cứ trên bờ đến như thế. Ông cũng cho rằng lực lượng của mình tương đối miễn nhiễm không thể hư hại nặng đối với các cuộc không kích, vì cho đến thời điểm đó chưa có chiếc tàu chiến chủ lực nào bị không lực đánh chìm ngoài biển (tàu chiến lớn nhất cho đến lúc đó bị máy bay đánh chìm là một tàu tuần dương hạng nặng); do đó, "ông có thể đã đúng một nửa trong sự lượng giá của mình". Tuy nhiên, ông không nhận biết chất lượng cao của những máy bay ném bom và máy bay ném ngư lôi Nhật Bản, cả hai đều vượt trội hơn nhiều so với những kiểu của Hải quân Hoàng gia. Và hơn nữa, giống như hầu hết các sĩ quan Hải quân Hoàng gia khác, Phillips đánh giá thấp khả năng chiến đấu của quân đội Nhật Bản.
Phi đội 453 Không quân Hoàng gia Australia có nhiệm vụ hỗ trợ trên không cho Lực lượng Z, nhưng họ đã không biết được vị trí chính xác của nó, và một tín hiệu radio chỉ được Repulse gửi đi một giờ sau khi máy bay Nhật bắt đầu tấn công. Kế hoạch của Đại úy Không quân Tim Vigors duy trì sáu máy bay bên trên hải đội vào ban ngày đã bị Phillips từ chối. Vigors sau này bình luận: "Tôi cho là đây phải là trận đánh sau cùng mà Hải quân nghĩ rằng họ có thể xông ra mà không cần có Không quân Hoàng gia. Một bài học quá đắt giá...... Phillips đã biết là ông ta bị theo dõi trong đêm trước cũng như vào rạng sáng ngày hôm đó. Ông đã không gọi đến sự trợ giúp trên không. Ông bị tấn công mà vẫn không yêu cầu giúp đỡ." Một dự định khác nhằm che chở trên không ngoài khơi bờ biển cũng được Clouston thuộc Phi đội 488 Không quân Hoàng gia New Zealand đề nghị, nhưng kế hoạch "Chiến dịch Mobile" của ông bị loại bỏ.

### Lên đường

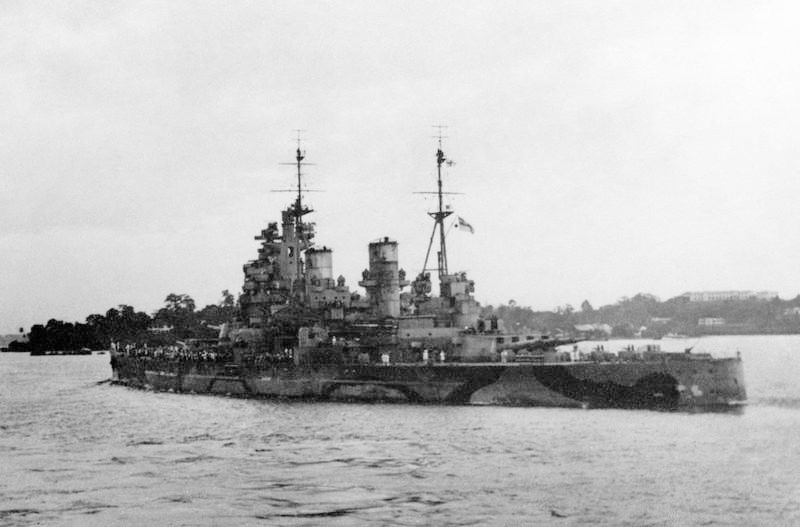
HMS Prince of Wales rời Singapore ngày 8 tháng 12 năm 1941.

Sau khi nhận được tin tức về một đoàn tàu vận tải Nhật Bản đang hướng đến Malaya, Lực lượng Z, bao gồm Prince of Wales, Repulse, Electra, Express, Vampire và Tenedos, khởi hành từ Singapore vào lúc 17 giờ 10 phút ngày 8 tháng 12. Phillips hy vọng có thể tấn công ngoài khơi Singora vào ngày 10 tháng 12; nếu khởi hành sớm hơn một ngày, ông đã có thể đạt được mục đích của mình mà không phải chịu đựng bất kỳ cuộc không kích nào của quân Nhật, vì các phi đội đảm nhiệm việc này còn chưa đến nơi.
Lúc 07 giờ 13 phút ngày 9 tháng 12, Lực lượng Z đi ngang qua phía Đông quần đảo Anamba, rồi đổi sang hướng mới 330 độ, sau đó lại chuyển sang hướng 345 độ. Lực lượng Z bị theo dõi từ trên không bởi hai máy bay trinh sát Nhật Bản, nhưng không gửi báo cáo, trước khi bị tàu ngầm Nhật I-65 phát hiện lúc 14 giờ 00 ngày 9 tháng 12 và đã tiếp tục dõi theo các tàu chiến Anh trong năm giờ và đánh điện báo cáo vị trí của họ. Phillips không biết rằng lực lượng của ông bị tàu ngầm theo dõi. Sau báo cáo này, Phó Đô đốc Jisaburō Ozawa, người nắm quyền chỉ huy lực lượng tấn công, ra lệnh cho phần lớn tàu chiến của ông hộ tống các tàu vận tải trống không quay trở lại vịnh Cam Ranh ở phía Nam Việt Nam.

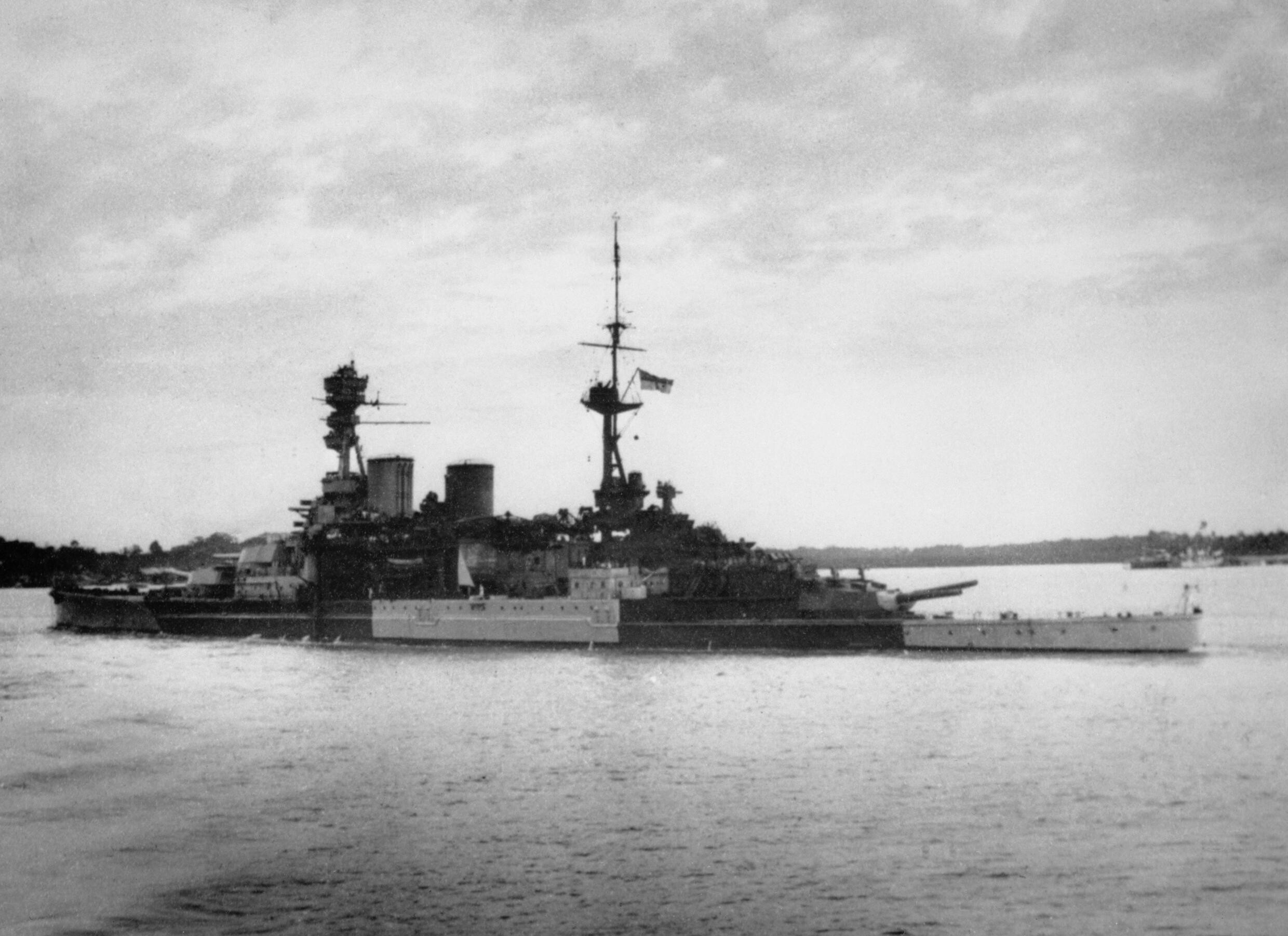
HMS Repulse rời Singapore ngày 8 tháng 12 năm 1941.

Báo cáo của I-65 được chuyển tiếp, xác nhận sự hiện diện của các tàu chiến Anh, và đến được Không đoàn Hải quân 22 hai giờ sau đó. Vào lúc này, những chiếc máy bay đang được trang bị bom cho một cuộc tấn công khác nhắm vào cảng Singapore, nhưng chúng được lập tức chuyển sang ngư lôi. Những chiếc máy bay ném bom không thể sẵn sàng trước 18 giờ 00.
Vào khoảng 17 giờ 30 phút, chỉ nữa giờ trước khi mặt trời lặn, Lực lượng Z bị phát hiện bởi ba chiếc thủy phi cơ Aichi E13A được phóng lên từ các tàu tuần dương Nhật Yura, Kinu và Kumano vốn đang hộ tống các tàu vận tải. Những chiếc máy bay tiếp tục dõi theo. Đến khoảng 18 giờ 30 phút, Tenedos được cho tách ra để quay về Singapore vì nó bắt đầu thiếu hụt nhiên liệu, với mệnh lệnh tiếp xúc với Chuẩn Đô đốc A. F. E. Palliser, biết được chi tiết cặn kẽ nhằm để liên lạc phối hợp với Không quân Hoàng gia tại Malaya, Ý định của Phillips là từ bỏ việc tấn công Singora, trong khi bản thân lực lượng của ông lại chuyển hướng lúc 19 giờ 00 đi về phía Singora là nhằm đánh lừa những máy bay theo dõi, trước khi quay về phía Nam lúc 22 giờ 15 phút hướng về Singapore, khi bóng tối đã che khuất lực lượng của mình. Tenedos làm tròn nghĩa vụ khi báo cáo lúc 20 giờ 00, vì thế đã bảo toàn được bí mật về vị trí của Phillips.
Lực lượng Nhật Bản dự định mở một cuộc không kích vào ban đêm vì họ lo sợ người Anh sẽ tìm ra các tàu vận tải, nhưng thời tiết xấu đã ngăn trở khiến cho họ không tìm thấy các con tàu, và phải quay trở về các sân bay tại Thủ Dầu Một và Sài Gòn vào khoảng nửa đêm.

### Quay trở về Singapore
Đêm hôm đó, một trong những chiếc thủy phi cơ Nhật Bản thả một pháo sáng bên trên tàu tuần dương hạng nặng Nhật Bản Chōkai, do tưởng nhầm nó chính là Prince of Wales. Sau việc này, lực lượng Nhật Bản bao gồm sáu tàu tuần dương cùng nhiều tàu khu trục đổi hướng đi về phía Đông Bắc. Quả pháo sáng này cũng được lực lượng Anh nhìn thấy, lo sợ là đã bị phát hiện nên quay mũi đi về hướng Đông Nam. Vào thời điểm này, hai lực lượng đối địch ở cách nhau khoảng 9 km (5 dặm), nhưng đã không nhìn thấy lẫn nhau, và hạm đội Nhật cũng không được hiển thị trên màn hình radar của Prince Of Wales. Đến 20 giờ 55 phút, Đô đốc Philips ra lệnh hủy bỏ chiến dịch, cho rằng họ đã đánh mất yếu tố bất ngờ, và ra lệnh cho lực lượng quay trở về Singapore.
Trên đường quay trở về, Lực lượng Z bị tàu ngầm Nhật I-58 phát hiện và thông báo vị trí lúc 3 giờ 40 phút. I-58 báo cáo đã bắn năm quả ngư lôi nhưng tất cả đều trượt, và nó mất dấu lực lượng này ba giờ sau đó. Lực lượng Anh thậm chí còn không trông thấy các quả ngư lôi và không biết rằng mình bị tấn công. Bản báo cáo của I-58 đến được Không đoàn Hải quân 22 lúc 4 giờ 15 phút, vài mười máy bay ném bom thuộc Liên đội Genzan được cho xuất phát lúc 6 giờ 00 để tiến hành cuộc tìm kiếm các con tàu tại khu vực đã phát hiện. Lực lượng chủ lực của Liên đội Genzan cất cánh lúc 7 giờ 55 phút, được tiếp nối bởi Liên đội Kanoya lúc 8 giờ 14 phút và Liên đội Mihoro lúc 8 giờ 20phút. Chúng được lệnh hướng đến vị trí nhiều khả năng nhất được ước lượng của các con tàu.

### Cuộc không kích của Nhật

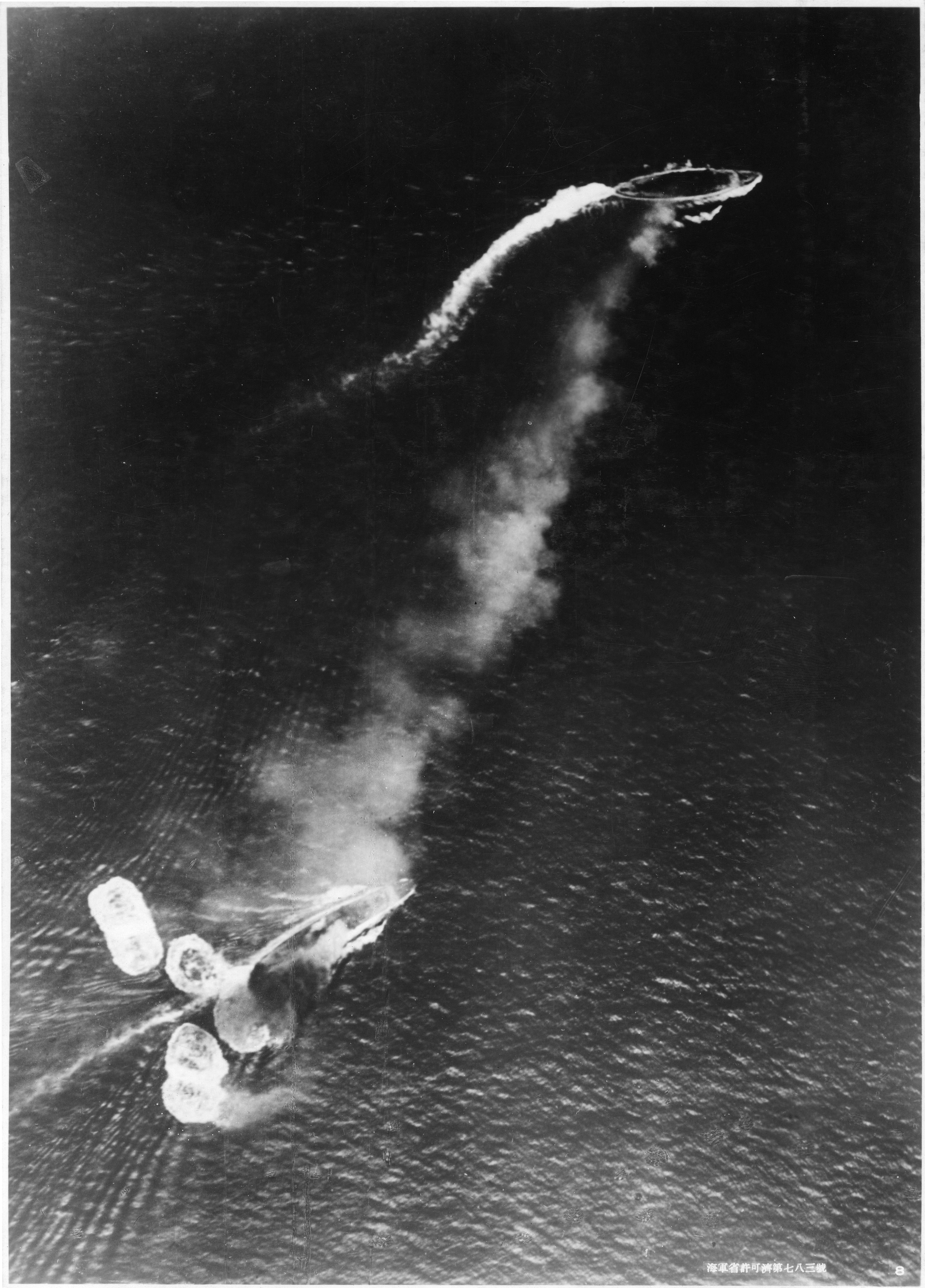
Không ảnh của quân đội Nhật về đợt tấn công đầu tiên nhắm vào Prince of Wales (bên trên) và Repulse. Có thể thấy một đám khói đen dày đặc xuất phát từ Repulse khi nó bị đánh trúng một quả bom và bị vây quanh bởi ít nhất sáu quả bom ném suýt trúng. Prince of Wales đang cơ động, khói trắng phát ra từ ống khói của nó khi nó nỗ lực tăng tốc.

Lúc 00 giờ 50 phút bước qua ngày hôm sau, 10 tháng 12, Phillips nhận được một báo cáo của Palliser tin tức về một cuộc đổ bộ của Nhật lên Kuantan trên bờ biển phía Đông Malaya, khoảng nữa đường giữa Singapore và Kota Bharu. Lực lượng Z quay mũi về hướng đó mà không thông báo cho Palliser ý định của họ, vốn sẽ làm bộc lộ vị trí của lực lượng. Palliser đã không đoán trước được điều này và đã không yêu cầu hỗ trợ trên không của những chiếc F2A tại Semabang. Mãi cho đến khi một bức điện vô tuyến được gửi từ Repulse một giờ sau khi đợt tấn công đầu tiên của Nhật xảy ra, máy bay của Không quân Hoàng gia mới được huy động. Lúc 5 giờ 15 phút, một số vật thể xuất hiện trên đường chân trời; Lực lượng Z hướng về phía chúng vì cho đó chính là các tàu đổ bộ, nhưng hóa ra chỉ là một tàu đánh cá kéo theo các sà lan. Đến 6 giờ 30 phút, Repulse báo cáo trông thấy một máy bay theo dõi các con tàu. Lúc 07 giờ 18 phút, Prince Of Wales cho phóng lên một thủy phi cơ trinh sát Supermarine Walrus; nó bay đến Kuantan, không phát hiện được gì, gửi báo cáo cho Prince of Wales trước khi bay về Singapore. Express cũng được gửi đến trinh sát tại chỗ và cũng không tìm thấy bất kỳ tàu bè đối phương nào. Lúc 10 giờ 05 phút, Tenedos báo cáo bị máy bay Nhật tấn công ở vị trí cách Lực lượng Z 225 km (140 dặm) về phía Đông Nam. Cuộc tấn công này được thực hiện bởi chín máy bay ném bom hai động cơ tầm trung Mitsubishi G3M Nell thuộc Liên đội Genzan của Không đoàn Hải quân 22 đặt căn cứ tại Sài Gòn, mỗi chiếc mang theo một bom xuyên thép 500 kg (1.100 lb). Chúng nhầm lẫn chiếc tàu khu trục là một thiết giáp hạm và đã lãng phí số bom đạn mang theo khi không có quả bom nào ném trúng đích. Lúc 10 giờ 15 phút, có thêm nhiều máy bay Nhật nhìn thấy các con tàu, sau khi Lực lượng Z không tìm thấy bất kỳ lực lượng đổ bộ nào và đang hướng thẳng về phía Nam.
Lúc 11 giờ 13 phút, hạm đội bị ba đợt máy bay Nhật Bản tấn công. Đợt thứ nhất bao gồm 17 máy bay ném bom G3M Nell thuộc Liên đội Mihoro trang bị bom 500 kg (1.100 lb) cùng tám chiếc Nell khác mang hai quả bom 250 kg (550 lb). Ngoài tám quả bom 250 kg (550 lb) ném suýt trúng, chúng chỉ ghi được một quả ném trúng duy nhất vào khu vực sàn chứa máy bay của Repulse, gây một đám cháy nhỏ. Chiếc tàu chiến-tuần dương có thể tiếp tục vận tốc 46 km/h (25 knot, 29 dặm mỗi giờ) sau vài phút.
Vào khoảng 11 giờ 40 phút, những chiếc đầu tiên trong số 16 máy bay ném ngư lôi G3M Nell thuộc hai phi đội của Liên đội Genzan đến nơi và bắt đầu tấn công, phóng ra bốn ngư lôi nhắm vào Prince of Wales. Đợt tấn công thứ nhất này thành công khi đánh trúng một quả ngư lôi duy nhất nhưng gây hư hại nghiêm trọng cho trục chân vịt mạn trái ngoài cùng, lúc đó đang xoay hết tốc độ, trục bị xoắn và làm thủng nhiều ngăn cũng như làm vỡ các nắp đệm ngăn nước biển lọt vào con tàu qua các đường hầm trục chân vịt. Nó nhanh chóng bị ngập khoảng 2.400 tấn nước và tốc độ bị giảm còn 30 km/h (16 knot, 18 dặm mỗi giờ). Theo lời kể lại của Trung úy Wildish, chỉ huy phòng động cơ 'B', trục chân vịt đã được ngừng lại thành công, nhưng vào lúc tái khởi động, nước đã tràn vào theo đường dẫn trục chân vịt làm ngập nước phòng động cơ, rồi sau đó nhanh chóng lan rộng đến các phòng nồi hơi, phòng máy phát điện và các phòng phụ thuộc lân cận. 

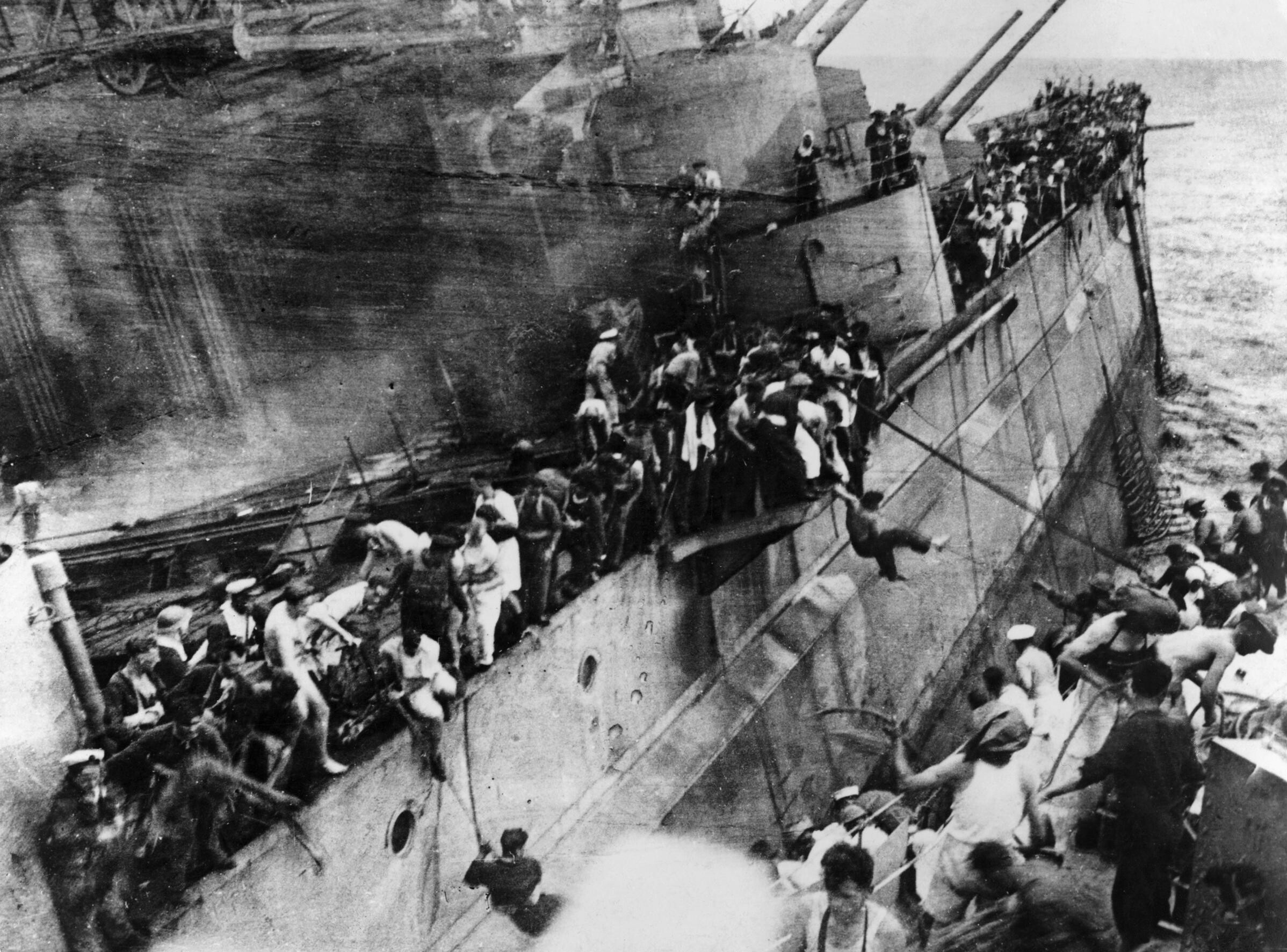
Thủy thủ đoàn đang bỏ tàu trong khi Prince of Wales đang chìm để chuyển sang tàu khu trục Express. Chỉ chốc lát sau độ nghiêng của Prince of Wales đột ngột gia tăng và Express buộc phải tránh xa. Có thể thấy các nòng pháo 140 mm (5,5 inch) không thể hạ đủ thấp để đối đầu với những máy bay tấn công do độ nghiêng của con tàu.

Quả ngư lôi duy nhất này tạo ra đến ba hiệu quả hư hỏng nghiêm trọng. Thứ nhất, nó khiến con tàu nghiêng 11,5 độ sang mạn trái, khiến các tháp pháo phòng không 133 mm (5,25 inch) bên mạn phải không thể hạ đủ thấp để đối đầu với những máy bay đang tấn công. Hơn nữa, điện năng cung cấp cho những tháp pháo đa dụng 133 mm (5,25 inch) ở phần đuôi của Prince of Wales bị cắt, khiến chúng không thể phản pháo các cuộc tấn công. Việc mất điện cung cấp cho các bơm còn khiến nó không có khả năng bơm nước ra nhanh hơn lượng nước tràn vào qua các lỗ thủng. Hai là, nó bị mất nguồn cung cấp điện bổ sung, vốn rất cần thiết cho việc liên lạc nội bộ, thông gió, bẻ lái và bơm nước, cũng như vận chuyển và nâng đạn pháo cho các khẩu đội 133 mm (5,25 inch) và 2 pounder. Tất cả các tháp pháo 133 mm (5,25 inch) ngoại trừ S1 và S2 hầu như không thể điều khiển được, một yếu tố càng khó khăn hơn do độ nghiêng của con tàu, ngăn trở các pháo thủ vận hành pháo bằng tay. Thủy thủ đoàn cũng gặp khó khăn trong việc đưa các khẩu đội 2-pounder vào vận hành bằng tay. Ba là, việc ngập nước bên trong lan rộng cùng với việc trục động cơ hư hại khiến con tàu chỉ còn động lực của các động cơ bên mạn phải và chỉ đạt được tốc độ tốt nhất 27,8 km/h (15 knot), và với việc bánh lái điện không đáp ứng con tàu hầu như không còn iều khiển được. Đến 12 giờ 41 phút, Prince of Wales vẫn còn có thể nổ súng chống trả các đợt ném bom tầm cao bằng các tháp súng S1 và S2, các quả bom đã không thể xuyên thủng lớp sàn tàu bọc thép của nó. Một quả bom rơi trúng hầm chứa máy bay nơi tập trung những người bị thương gây thiệt hại nhân mạng rất lớn. Tàu khu trục HMS Express cặp vào bên cạnh để giúp di tản những người bị thương và những thành viên không chiến đấu. Mệnh lệnh bỏ tàu được đưa ra và chiếc Prince of Wales lật sang mạn trái và chìm lúc 13 giờ 18 phút; nó gây trầy sướt cho Express lúc đó đang cặp gần bên để vớt những người sống sót, và đã suýt kéo theo chiếc tàu khu trục cùng với nó.

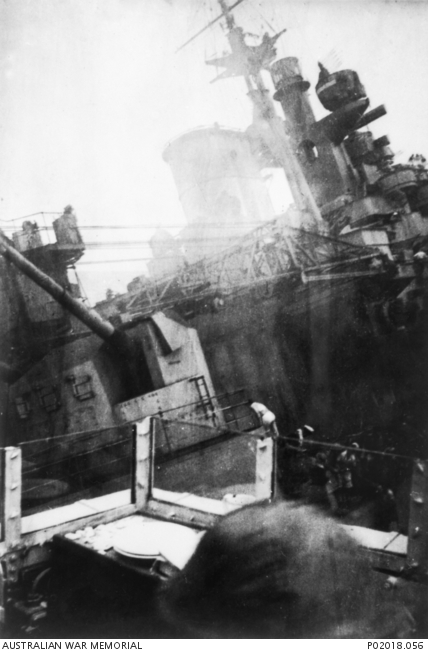
Prince of Wales bị nghiêng nặng sau đợt tấn công.

Một đợt tấn công tầm cao khác bởi máy bay ném bom nhắm vào Repulse lại trôi qua mà không gây thêm hư hại nào. Tiếp theo lại là một đợt tấn công thứ hai bởi tám máy bay ném ngư lôi thuộc Liên đội Mihoro nhắm vào chiếc Repulse từ hai hướng, nhưng chiếc tàu chiến kỳ cựu đã "xuất sắc" và khéo léo né tránh để tiếp tục đi tới. Đợt tấn công thứ ba cũng là đợt cuối cùng được tiến hành bởi 26 máy bay ném bom-ngư lôi Mitsubishi G4M 'Betty' thuộc Liên đội Kanoya được tăng cường từ Không đoàn Hải quân 21, vốn cũng đặt căn cứ gần Sài Gòn, được tung ra từ nhiều hướng. Repulse, đến lúc đó đã né tránh tổng cộng 19 quả ngư lôi, bị kẹp giữa hai gọng kìm tấn công bằng ngư lôi của Nhật và bị trúng ít nhất hai quả (và có thể là bốn) ngư lôi, một quả làm kẹt bánh lái của nó. Tuy nhiên, không như con tàu chị em với nó Renown, Repulse không được cải tiến bổ sung thêm bầu chống ngư lôi, cũng như không có được các ngăn kín nước độc lập như trên các thiết giáp hạm hiện đại. Nó bị đánh trúng nặng nề và bất ngờ, và Thuyền trưởng Tennant phải ra lệnh cho thủy thủ tập trung lên boong tàu; Repulse bị nghiêng nặng sang mạn trái chỉ trong vòng sáu phút để cuối cùng lật úp và chìm lúc 12 giờ 23 phút với tổn thất nhân mạng nặng nề.
Người Nhật đã đánh trúng sáu, thậm chí có thể là tám trong tổng số 49 ngư lôi được phóng ra, trong khi bản thân họ bị tổn thất ba máy bay: một chiếc máy bay ném bom ngư lôi Nell của Liên đội Genzan và hai máy bay ném bom ngư lôi Betty thuộc Liên đội Kanoya; ngoài ra còn có một chiếc thứ tư bị hư hại nặng đến mức nó bị rơi khi hạ cánh. Một cuộc điều tra sau này, "Job 74", trên hai xác tàu đắm do nhóm Explorer's Club thực hiện và hoàn tất vào ngày 11 tháng 6 năm 2007 đã xác nhận có bốn cú đánh trúng vào Prince of Wales, và hai cú đánh trúng được xác định cùng hai cú có thể có vào chiếc Repulse.
Lực lượng hỗ trợ trên không dành cho Lực lượng Z, mười chiếc Buffalo thuộc Phi đội 453 Không quân Hoàng gia Australia, bay đến bên trên chiến trường lúc 13 giờ 18 phút, đúng lúc chiếc Prince of Wales chìm. Họ bắt gặp một máy bay tuần tiễu do Thiếu úy Hoashi Masame điều khiển, vốn ở lại tại hiện trường để xác nhận sự đánh đắm, nhưng đã tìm cách thoát đi được khi bị phi đội Australia săn đuổi. Nếu như nó bị bắn rơi, người Nhật hẳn đã suy luận rằng hai chiếc tàu chiến còn sống sót sau các đợt không kích, buộc họ phải thực hiện thêm một đợt tấn công mới.

### Diễn biến tiếp theo
Các tàu khu trục Electra và Vampire tiến đến gần để cứu những người sống sót của Repulse, trong khi Express giúp đỡ cho số của Prince Of Wales. Có 840 người bị mất, 513 của Repulse và 327 của Prince Of Wales. Sau khi được vớt lên, một số người sống sót của Repulse đã trực chiến trên vị trí chiến đấu của Electra, để thủy thủ của Electra có thể rảnh tay để vớt thêm những người khác; đặc biệt là pháo thủ của Repulse đã vận hành các tháp súng 120 mm (4,7 inch) 'X' và 'Y', trong khi vị nha sĩ của Repulse đã phụ giúp đội y tế của Electra chăm sóc những người bị thương. Tổng cộng có gần 1.000 người sống sót của Repulse được cứu thoát, trong đó Electra cứu được 571 người. Vampire vớt được 9 sĩ quan, 213 thủy thủ và 1 thông tín viên dân sự từ Repulse cùng 2 thủy thủ của Prince Of Wales.
Đô đốc Phillips và Đại tá John Leach, thuyền trưởng của Prince Of Wales, nằm trong số những người tử nạn. Đại tá William G. Tennant của chiếc Repulse được tàu khu trục Vampire cứu vớt. Sĩ quan cao cấp nhất của Prince Of Wales còn sống sót là Thiếu tá A. G. Skipwith, được cứu vớt bởi Express.

Tờ London Gazette đăng tải báo cáo của Đại úy Vigors: 
| “ | Rõ ràng là ba chiếc tàu khu trục đã phải mất nhiều giờ để vớt hàng trăm người đang bám vào các mảnh vỡ và bơi lội giữa một vùng nước bẩn thỉu đầy dầu cặn. Trên hết tất cả, nguy cơ của một cuộc tấn công khác bằng bom và súng máy là hiển nhiên, và mọi người trong số này đều ý thức về điều đó. Nhưng khi tôi bay vòng quanh, mọi người đều vẫy tay và đưa ngón cái lên ra hiệu. Sau một giờ, nhiên liệu sắp cạn buộc tôi phải rời đi, nhưng trong một giờ đó tôi nhìn thấy nhiều người trong mối nguy hiểm cận kề vẫn vẫy tay, chào mừng, đùa cợt như thể đang trong một ngày lễ hội. Điều này đã gây sốc đối với tôi, ở đây có điều gì đó vượt lên trên bản tính của con người. - Đại úy Không quân Tim Vigors, DFC, RAAF | ” |

Trên đường quay trở lại Singapore cùng với những người sống sót, Express băng ngang chiếc Stronghold cùng bốn tàu khu trục Mỹ đang hướng lên phía Bắc. Express đánh tín hiệu báo cho biết cuộc chiến đã chấm dứt, nhưng những con tàu trên tiếp tục tiến tới tìm kiếm thêm những người còn sống sót, nhưng đã không thể tìm thấy gì thêm. Trong khi quay trở về Singapore sau cuộc tìm kiếm vô vọng này, Edsall chặn chiếc tàu đánh cá mà Lực lượng Z đã nhìn thấy sáng hôm đó. Nó được nhận diện là chiếc Shofu Fu Maru, và được đưa tới Singapore nơi thủy thủ đoàn người Nhật của nó bị bắt giữ.
Trong khi các máy bay ném bom Nhật Bản quay trở về sân bay của chúng tại Đông Dương thuộc Pháp, một lượt tấn công thứ hai được chuẩn bị để nhắm vào Lực lượng Z. Họ đã không có được thông tin chính xác về diễn tiến của trận đánh. Cuộc tấn công bị hủy bỏ ngay sau khi họ nhận được báo cáo xác nhận việc đánh chìm từ Thiếu úy Hoashi Masame.
Ngày hôm sau, Trung úy Haruki Iki bay bên trên địa điểm của trận đánh và đã thả hai vòng hoa xuống nước: một dành cho những đồng đội thuộc Liên đội Kanoya đã hy sinh, còn cái kia dành cho các thủy thủ Anh đã bỏ mình trong trận đánh. Sự thể hiện lòng dũng cảm của họ trong việc phòng ngự con tàu đến giây phút cuối cùng đã nhận được sự ngưỡng mộ của tất cả các đội bay trong Không đoàn.

## Hậu quả của việc đánh chìm

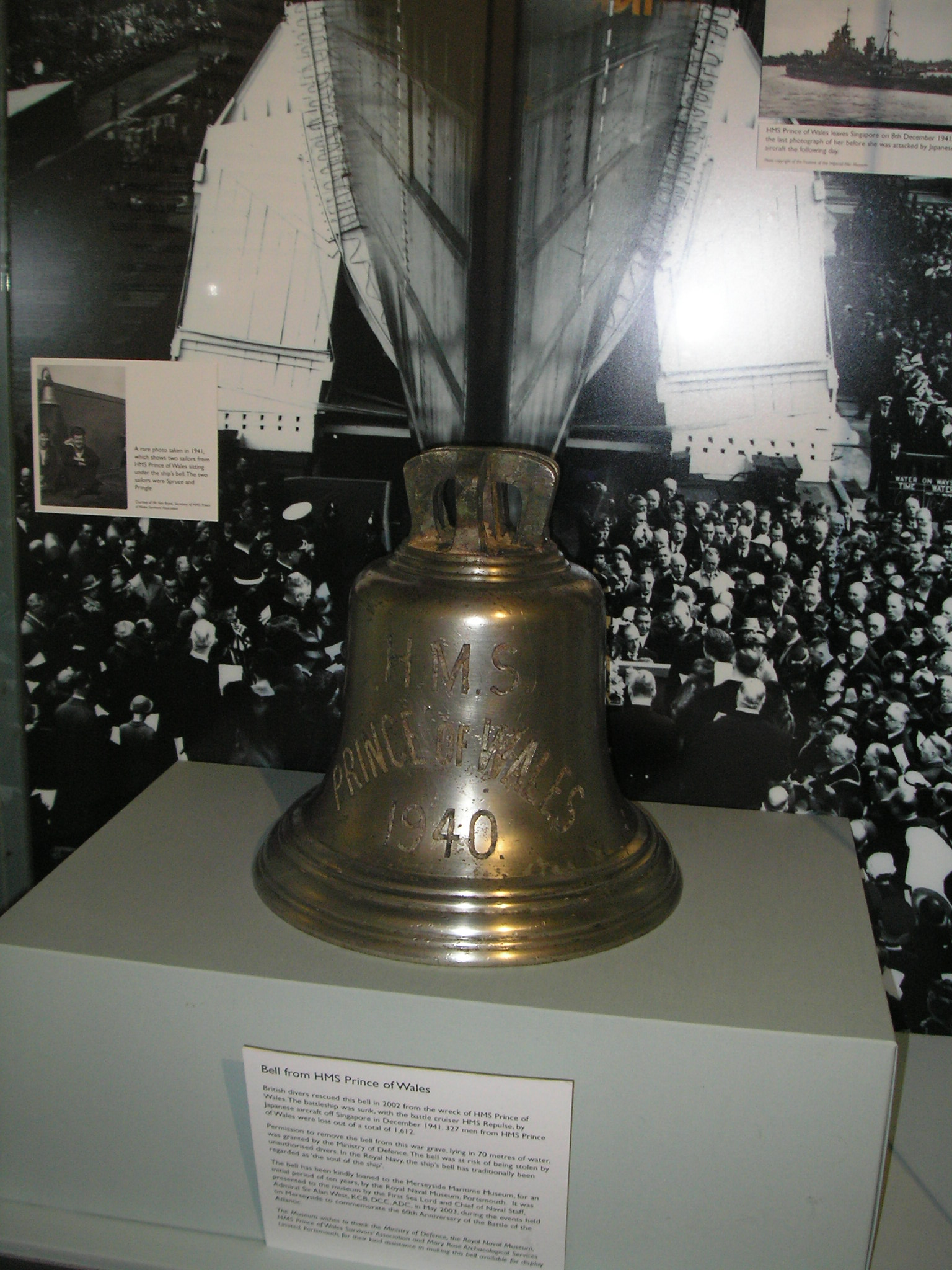
Chiếc chuông được vớt lên từ Prince of Wales

Buổi sáng sau trận đánh, bên giường ngủ của mình, Thủ tướng Winston Churchill nhận được cú điện thoại từ Sir Dudley Pound, Thứ trưởng thứ nhất Hải quân.
| “ | Pound: Thưa Thủ tướng, tôi phải báo cáo với Ngài là cả Prince of Wales và Repulse đều đã bị Nhật Bản đánh chìm, chúng tôi cho là bởi máy bay. Tom Phillips đã tử trận. Churchill: Ông có chắc đó là sự thật? Pound: Không còn nghi ngờ gì nữa. Churchill gác máy Trong suốt cuộc chiến tranh tôi chưa bao giờ nhận được một cú sốc trực tiếp đến như thế... Khi tôi trăn trở trên giường, nỗi sợ hãi bao trùm lấy tâm trí tôi. Không còn chiếc tàu chiến chủ lực Anh hay Hoa Kỳ nào còn lại trên Ấn Độ Dương và Thái Bình Dương trừ những chiếc của Hoa Kỳ còn sống sót tại Trân Châu Cảng đang vội vã lui về California. Trên các vùng biển mênh mông này người Nhật đang là bá chủ, và chúng ta đang yếu đuối và trần trụi ở mọi nơi". | ” |

Singapore chỉ còn là một căn cứ trên bộ thuần túy sau khi cả hai chiếc tàu chiến chủ lực bị mất. Nó cuối cùng cũng bị thất thủ vào ngày 15 tháng 2 năm 1942. Cùng với hậu quả trước đó của cuộc tấn công Trân Châu Cảng, điều này đã khiến cho phe Đồng Minh chỉ còn lại ba tàu chiến chủ lực ở trong tình trạng hoạt động tại Mặt trận Thái Bình Dương: USS Enterprise, USS Lexington và USS Saratoga, cả ba đều là những tàu sân bay. Hạm đội Viễn Đông trải qua giai đoạn còn lại của cuộc tấn công rút lui các tàu chiến của họ về Ceylon và Đông Ấn thuộc Hà Lan. Chúng chỉ được tăng cường thêm thiết giáp hạm vào tháng 3 năm 1942 cùng với sự có mặt của chiếc HMS Warspite và bốn thiết giáp hạm thuộc lớp Revenge. Mặc dù được cho đặt căn cứ tại Ceylon, cả năm chiếc thiết giáp hạm này đều sống sót qua cuộc không kích Ấn Độ Dương.
Prince of Wales và Repulse là những tàu chiến chủ lực đầu tiên tích cực tự phòng ngự bị đánh chìm thuần túy bởi không quân trong khi đang di chuyển ngoài biển. Nó minh họa cho sự mong manh của tàu nổi đối với không kích ngay cả với những chiếc hiện đại nhất, và cho thấy sự cần thiết phải có bảo vệ trên không chống lại các cuộc không kích trong tương lai. Liên đội Genzan đã tìm cách tấn công bằng ngư lôi lên chiếc USS Lexington vào ngày 20 tháng 2 năm 1942, nhưng đã bị đánh trả và bị thiệt hại 17 máy bay bởi lực lượng tiêm kích tuần tra chiến đấu trên không của tàu sân bay cùng với hỏa lực súng phòng không.

## Những con tàu ngày hôm nay
Xác của hai con tàu đắm được tìm thấy sau chiến tranh: Repulse ở độ sâu 56 m (183 ft) và Prince of Wales ở 68 m (223 ft), cả hai đều ở tư thế gần như lật úp. Phao nổi được đính vào các trục chân vịt, và các lá cờ của Hải quân Hoàng gia được đính vào những dây cáp và được các thợ lặn thường xuyên thay đổi. Hải quân Hoàng gia hiện đang xem các xác tàu đắm là di sản của Đế chế. Chiếc chuông của Prince of Wales đã được tháo khỏi xác tàu đắm vào năm 2002 bởi một nhóm thợ lặn Hải quân Hoàng gia và dân sự Anh Quốc được ủy nhiệm, do những mối lo ngại nó sẽ bị đánh cắp. Chiếc chuông hiện đang được trưng bày tại Bảo tàng Hàng hải Merseyside ở Liverpool.